# Crise dos mísseis de Chipre
Crise dos mísseis de Chipre atraiu a atenção da mídia mundial entre o início de 1997 e o final de 1998 como um tenso impasse político entre a República de Chipre e a República da Turquia. O confronto foi provocado pelos planos cipriotas de instalar dois mísseis S-300 de defesa aérea de fabricação russa em seu território, levando a Turquia a ameaçar com um ataque ou mesmo com guerra total caso os mísseis não fossem devolvidos à Rússia. O acordo dos mísseis com a Rússia representou a primeira tentativa séria do governo cipriota na construção de um sistema de defesa aérea credível após vários anos de superioridade aérea turca.   A crise terminou efetivamente em dezembro de 1998, com a decisão do governo cipriota de transferir os S-300s para Creta em troca de armas alternativas da Grécia. Além disso, a crise levaria ao colapso do governo de coalizão em Chipre. 